# Кандаурово (Новосибірська область)
Кандаурово (рос. Кандаурово) — село у Коливанському районі Новосибірської області Російської Федерації.
Входить до складу муніципального утворення Кандауровська сільрада. Населення становить 628 осіб (2010).

## Історія
Згідно із законом від 2 червня 2004 року органом місцевого самоврядування є Кандауровська сільрада.

## Населення
| 2002 | 2007 | 2010 |
| ---- | ---- | ---- |
| 736  | ↗849 | ↘628 |